# Colin Hannah

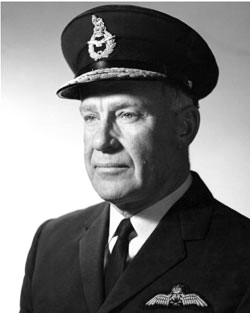
Thomas Hannah

Sir Colin Thomas Hannah KCMG KCVO KBE CB (* 22. Dezember 1914 Menzies, Western Australia; † 22. Mai 1978 in Surfers Paradise, Queensland) war ein australischer Offizier und Gouverneur.

## Leben

### Frühe Jahre

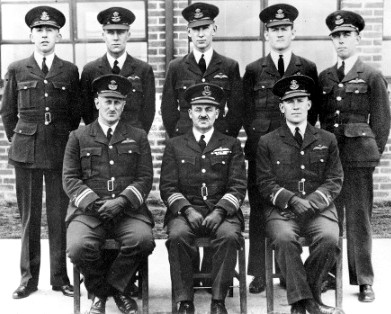
Flying Officer Hannah (vorne rechts) als Adjutant auf der RAAF Pearce, 1938

Colin Hannah wurde als Sohn von Thomas Howard Hannah, einem öffentlichen Angestellten, der später Magistrat wurde, und dessen Ehefrau Johanna geboren. Er besuchte die Hale School und machte seine 1930 seinen Schulabschluss. Er diente 1933 sechs Monate in der 8th Field Artillery Brigade, einer Miliz-Einheit, bevor er Angestellter im Crown Law Department des Öffentlichen Dienstes wurde.
Im Januar 1935 trat Hannah der Royal Australian Air Force als Luftkadett in Point Cook an. Im Juli 1936 wurde er Pilot Officer. Zunächst der No. 22 Squadron auf der RAAF Base Richmond zugeteilt, wurde er im Mai 1937 zur No. 23 Squadron auf die Laverton Base versetzt. Im März 1938 wurde seine Einheit auf die neu eröffnete RAAF Base Pearce nach Western Australia verlegt. Im Januar heiratete er Patricia Gordon.

### Zweiter Weltkrieg
Zum Flight Lieutenant befördert, durchlief Hannah eine Ausbildung der Royal Air Force in England, als der Zweite Weltkrieg im September 1939 begann. Er absolvierte die Ausbildung und kehrte im März 1940 nach Australien zurück. Im Mai wurde desselben Jahres wurde er in das Air-Force-Hauptquartier versetzt, im September zum Squadron Leader befördert und im folgenden Jahr Stellvertretender Direktor für Bewaffnung. Im April 1942 wurde er zum Wing Commander der Reserve befördert.
Im November 1943 wurde ihm das Kommando über die No. 6 Squadron in der Milne-Bucht gegeben. Seine Einheit flog Einsätze mit Bristol Beaufort Bombern gegen japanische Ziele in Rabaul.
Während eines Einweisungsfluges kam Hannah über Kiriwina in Friendly Fire der Flugabwehrgeschütze, wurde aber nicht ernsthaft verwundet. Im Dezember 1943 wurde er zum Group Captain der Reserve befördert. In den ersten zwei Monaten des Jahres 1944 befehligte er den No. 71 Wing, bevor er wegen Krankheit einen sechswöchigen Erholungsurlaub erhielt. Danach kehrte er zur No. 6 Squadron zurück, die mittlerweile auf der Goodenough-Insel stationiert war. Er wurde im September 1944 zum Senior Air Staff Officer im Hauptquartier des Western Area Command in Perth ernannt und übernahm das Kommando des Gebietes von Juni 1945 bis Mai 1946.

### Nach dem Krieg
Im Jahre 1947 wurde er in Großbritannien stationiert und wurde am RAF Staff College in Andover ausgebildet und diente als Senior Air Staff Officer im Royal Australian Air Force Auslands-Hauptquartier in London. Im August 1950 übernahm er das Kommando des No. 82 Wingauf der RAAF Base Amberley, Queensland. 1951 wurde er zum Officer of the Order of the British Empire ernannt. Im September desselben Jahres wurde Hannah Leiter für Personalangelegenheiten und als dieser im Juli 1952 Generaldirektor für Personalangelegenheiten. Als Aide-de-camp der Königin Elisabeth II. übernahm er mit die Planung des Königlichen Besuches in Australien im Jahre 1954. Er wurde im Juni desselben Jahres zu den Feierlichkeiten zum Geburtstag der Königin zum Commander of the Order of the British Empire ernannt.
Im Jahre 1955 besuchte er das Royal College of Defence Studies in London und wurde zum Air Commodore befördert. Er war ab Januar 1956 Senior Air Staff Officer im RAF-Hauptquartier Fernost in Singapur und leitete Operation gegen den Aufstand im Malayan Emergency. Seine Leistungen während dieses Konfliktes wurden mit der Ernennung zum Companion of the Order of the Bath im Juni 1959 honoriert. Als Generaldirektor für Planung war er ab März 1959 für die Verlegung des Department of Air von Melbourne nach Canberra verantwortlich. Im Dezember 1961 wurde er zum Stellvertretenden Generalstabschef der Air Force und zum Air Vice Marshal ernannt.
Am 1. Januar 1971 wurde er zum Air Marshal befördert und folgte Alister Murdoch als Generalstabschef der Royal Australian Air Force und blieb dies bis 1972.
Vom 21. März 1972 bis zum 20. März 1977 war er Gouverneur von Queensland.